# Heinz Bonatz
Hermann Leopold Ludwig Eugen Hans Heinz Bonatz (* 18. August 1897 in Witzenhausen; † 11. Februar 1981) war ein deutscher Marineoffizier. Während der Zeit des Zweiten Weltkriegs war er als Kapitän zur See bis Januar 1944 Chef des B-Dienstes (Beobachtungsdienstes) der deutschen Kriegsmarine.

## Leben
Heinz Bonatz trat im Jahr 1914 als Kriegsfreiwilliger in die Kaiserliche Armee ein, wechselte jedoch bereits im April 1915 zur Kaiserlichen Marine. Nach verschiedenen Ausbildungskommandos auf den Kriegsschiffen Freya, Oldenburg, Ostfriesland und Nassau wurde er am 17. Juni 1917 zum Leutnant zur See befördert und diente ab September 1918 bis zum Kriegsende auf dem Großen Torpedoboot G 89 als Wach- und Funkoffizier. Im Oktober 1919 wurde er aus der Vorläufigen Reichsmarine entlassen, jedoch bereits zum 1. Juli 1923 für die neu entstandene Reichsmarine reaktiviert. Die Beförderung zum Oberleutnant zur See erfolgte zum 1. April 1925. Im Jahr 1933 wurde er zum Kapitänleutnant, 1937 zum Korvettenkapitän und schließlich 1941 zum Kapitän zur See befördert.
Von September 1932 bis Februar 1934 war er – zunächst im Rang eines Oberleutnants zur See, dann zum Kapitänleutnant befördert – Kommandant des Torpedoboots Kondor.
Im August 1939 wurde er 4. Admiralstabsoffizier im Stab des Marinegruppenkommando West. Von November 1941 bis Januar 1944 war er Chef der Abteilung III Funkaufklärung (Skl Chef MND III), kurz B-Dienst genannt. Er war anschließend Chef des Marineausweichstabes im Oberkommando der Marine (OKM) (Februar 1944–Juli 1944), danach Chef der Abteilung Presse und Film (M I P) im OKM und schließlich ab März 1945 bis zum Kriegsende Hafenkommandant Rotterdam.
Ab Juni 1945 führte er die Dienststelle Deutsches Marinekommando Holland (später als Höherer deutscher Marineoffizier, Holland bezeichnet), eine deutsche Marine-Einheit, die bis zum Januar 1946 in den Niederlanden zur Desarmierung der deutschen Küstenbefestigungen und zur Minenräumung in den Küstenbereichen eingesetzt wurde. Im August 1946 wurde er aus dem britischen Civil Internment Camp No. 6 (CIC 6) in Hamburg-Neuengamme entlassen.

## Schriften
- Die deutsche Marine-Funkaufklärung 1914–1945 (= Beiträge zur Wehrforschung. Band XX/XXI). Wehr und Wissen Verlagsgesellschaft, Darmstadt 1970.
- Seekrieg im Äther: die Leistungen der Marine-Funkaufklärung 1939–1945. Verlag E. S. Mittler & Sohn, Herford 1981, ISBN 3-8132-0120-1.